# Домбруськ
Домбруськ (пол. Dąbrusk) — село в Польщі, у гміні Старожреби Плоцького повіту Мазовецького воєводства.
Населення — 68 осіб (2011).
У 1975-1998 роках село належало до Плоцького воєводства.

## Демографія
Демографічна структура станом на 31 березня 2011 року:
|          | Загалом | Допрацездатний вік | Працездатний вік | Постпрацездатний вік |
| -------- | ------- | ------------------ | ---------------- | -------------------- |
| Чоловіки | 32      | 13                 | 17               | 2                    |
| Жінки    | 36      | 10                 | 16               | 10                   |
| Разом    | 68      | 23                 | 33               | 12                   |